# On the Basis of Sex
On the Basis of Sex (no Brasil, Suprema; em Portugal, Uma Luta Desigual) é um filme biográfico norte-americano de 2018 baseado na vida e casos iniciais de Ruth Bader Ginsburg, juíza associada da Suprema Corte dos Estados Unidos. Dirigido por Mimi Leder e escrito por Daniel Stiepleman, é estrelado por Felicity Jones como Ginsburg, com o elenco também sendo composto por Armie Hammer, Justin Theroux, Jack Reynor, Cailee Spaeny, Sam Waterston e Kathy Bates em papéis coadjuvantes.
O filme teve sua estréia mundial no AFI Fest em 8 de novembro de 2018 e foi lançado nos cinemas nos Estados Unidos em 25 de dezembro de 2018, pela Focus Features. O filme recebeu críticas favoráveis dos críticos, que o reconheceram como "bem-intencionado, mas defeituoso", e elogiaram a atuação de Jones.